# József Attila Gimnázium (Budapest)
A József Attila Gimnázium Budapest XI. kerületében fekvő magyar középfokú oktatási intézmény, amely az államosított Budai Ciszterci Szent Imre Gimnázium jogutódja volt, majd a rendszerváltás után ismét újraindult Budai Ciszterci Szent Imre Gimnáziumtól napjainkban különálló intézményként működő gimnázium. A Szent Imre Gimnázium épületéből való kiköltözése – és egy ideiglenes elhelyezés – után az azóta megszűnt Váli utcai Általános Iskola épületében működik. Névadója József Attila költő.

## Képtár

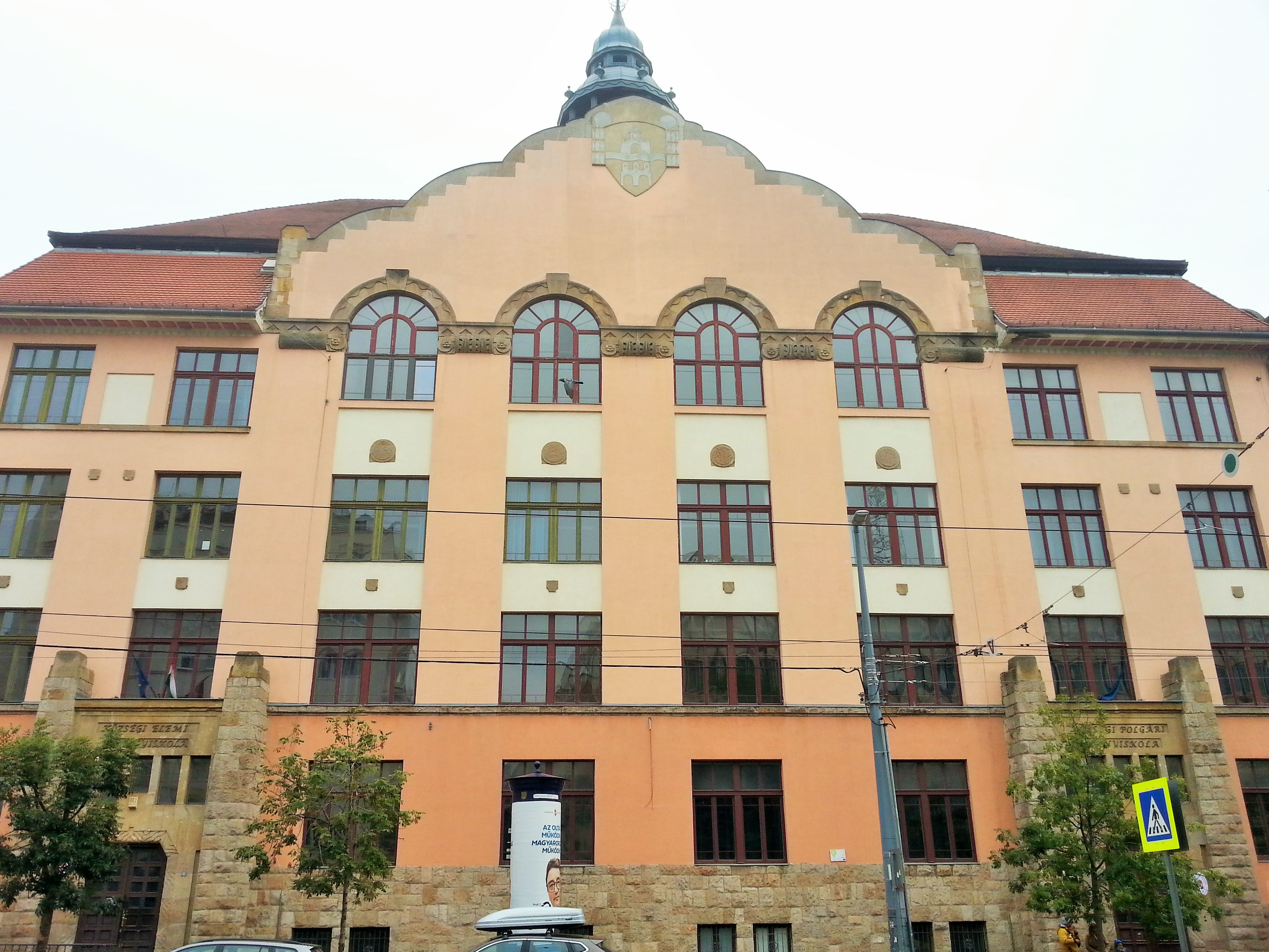
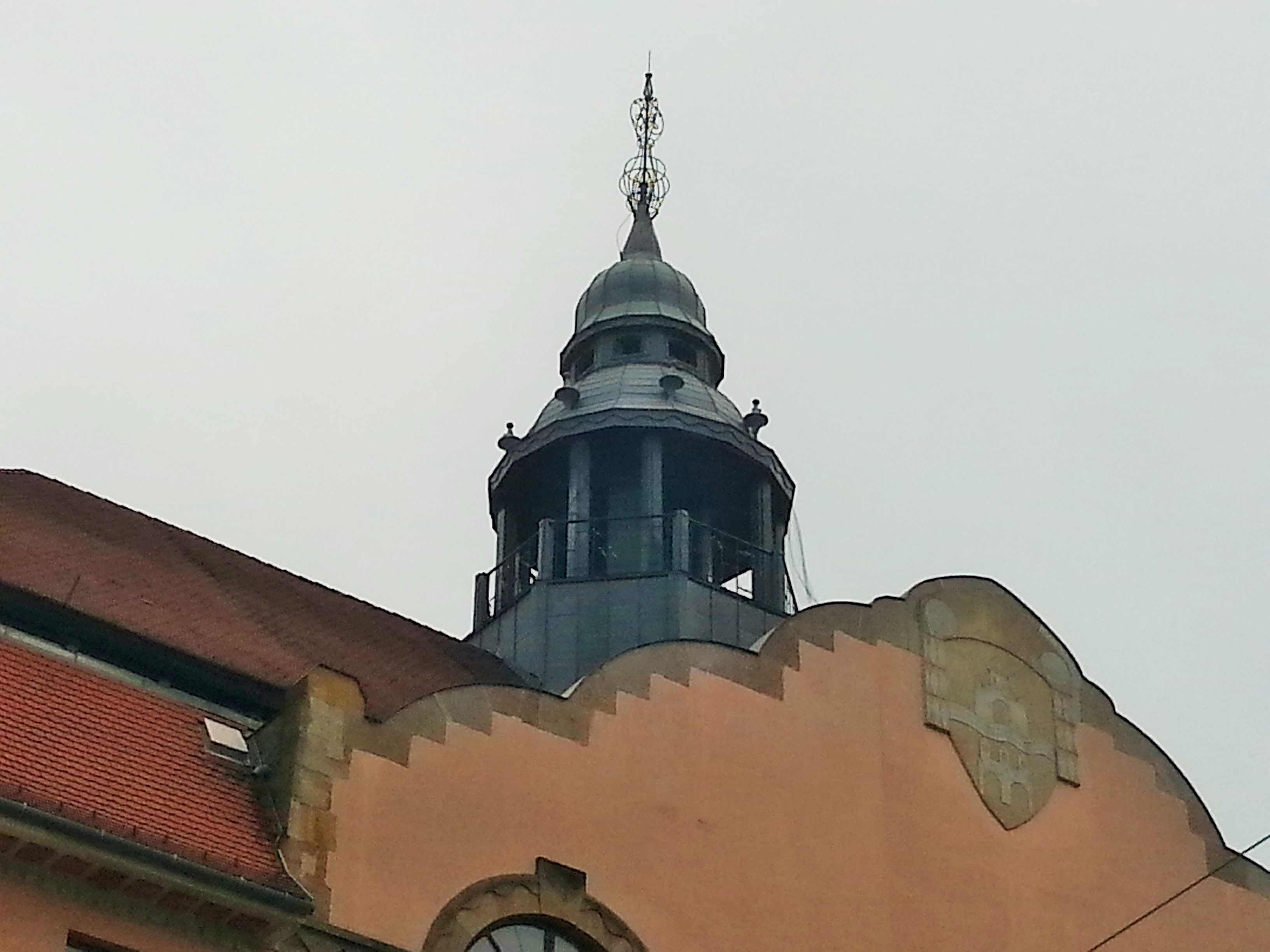
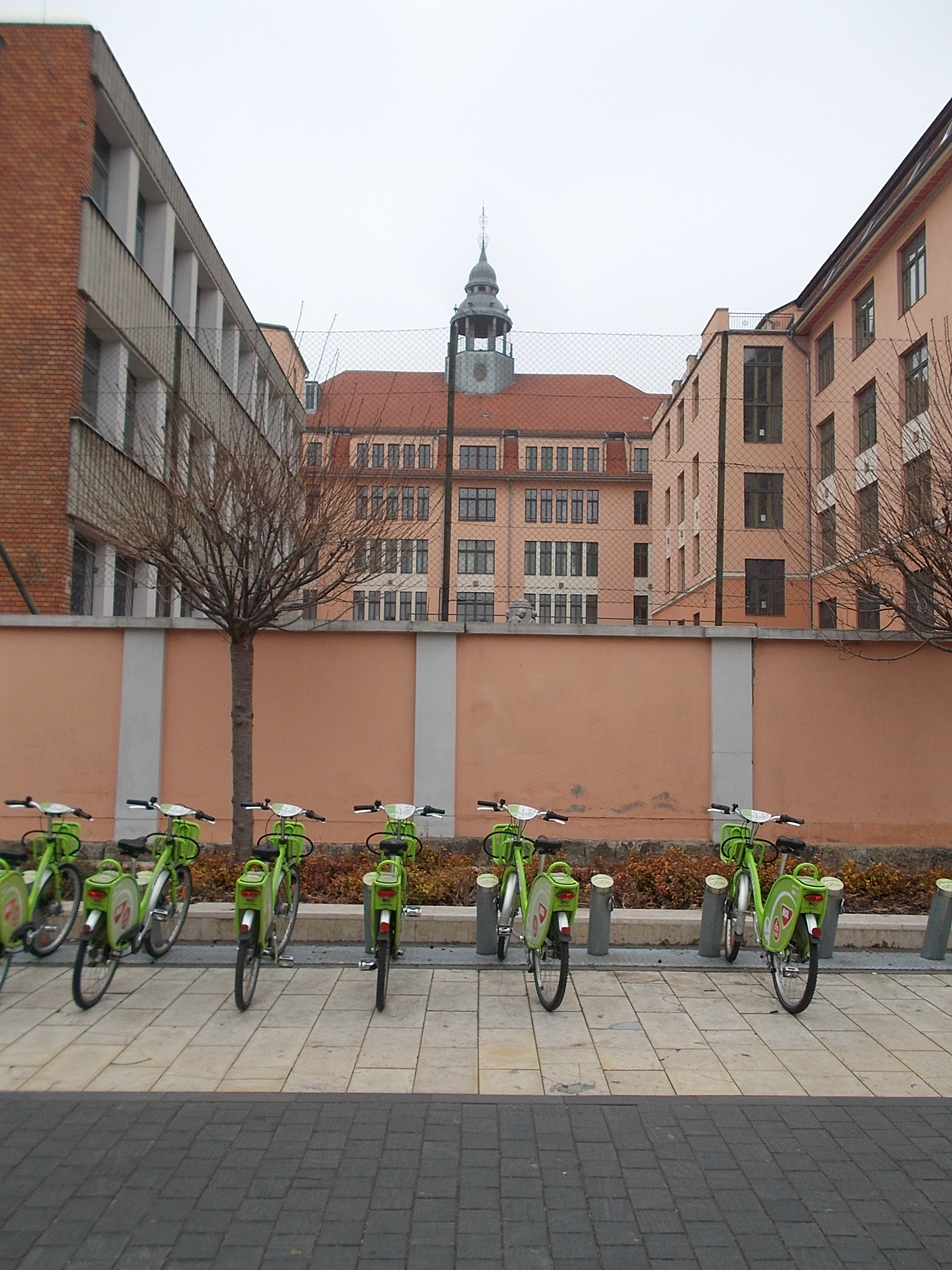
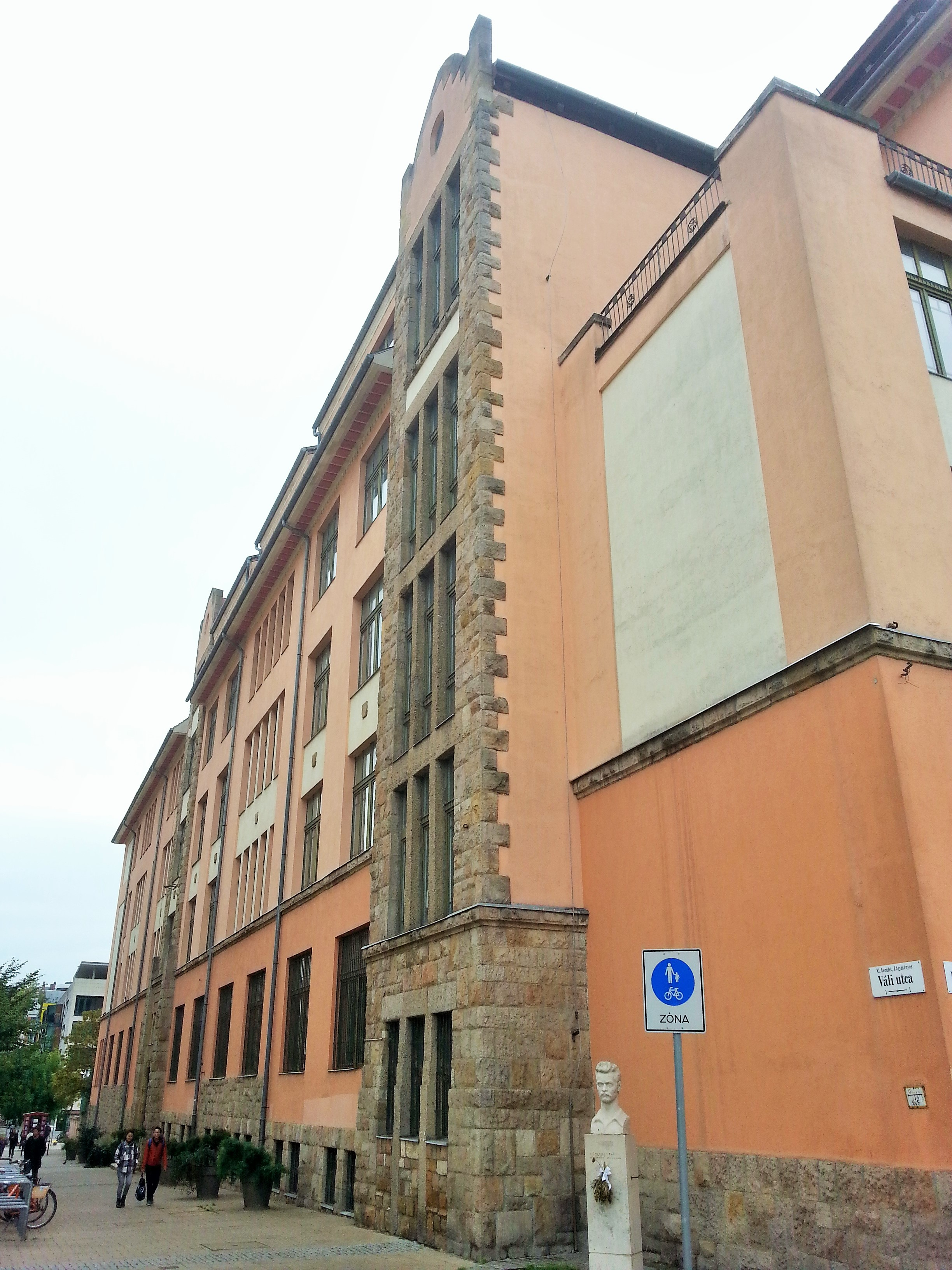
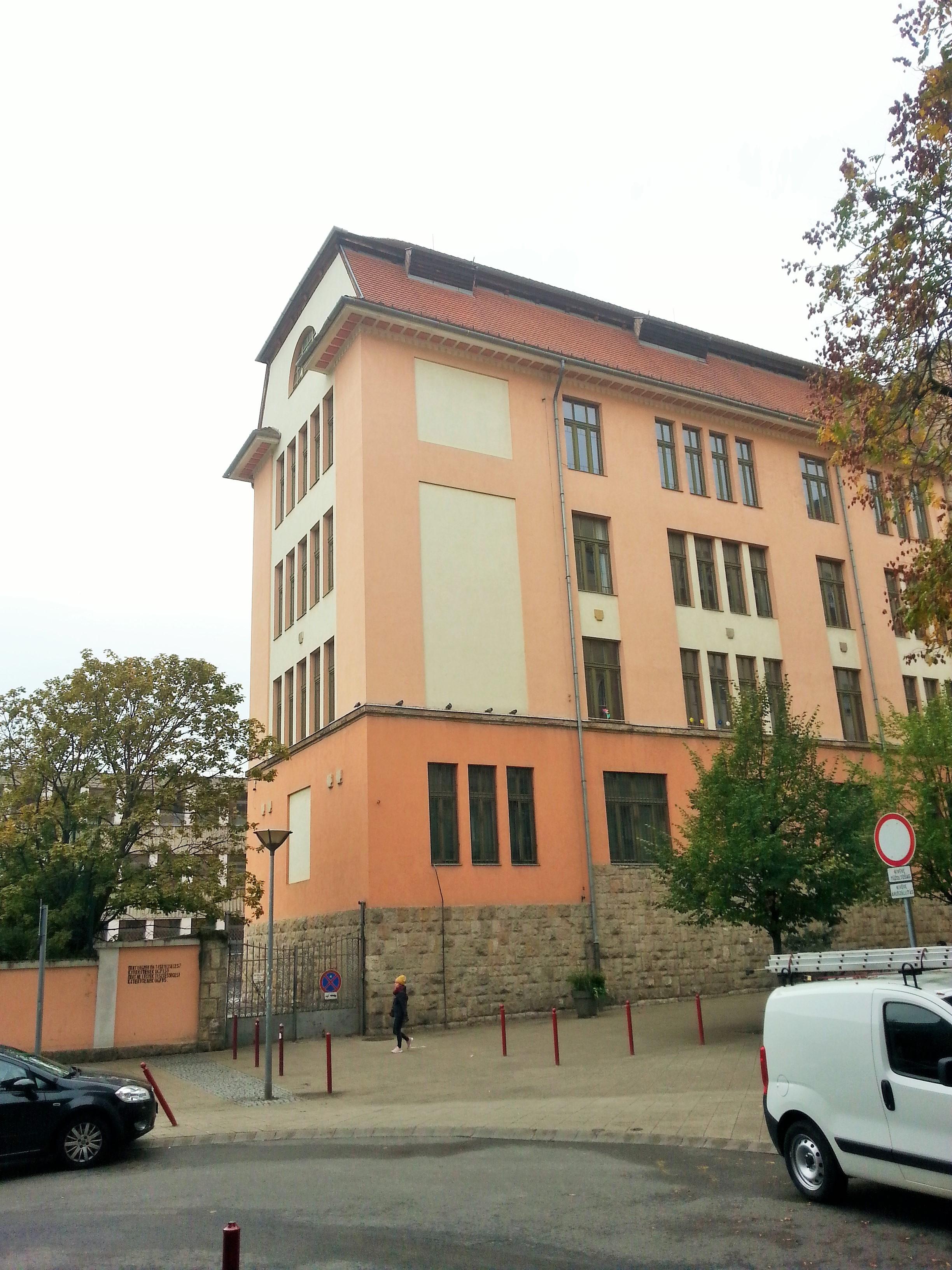
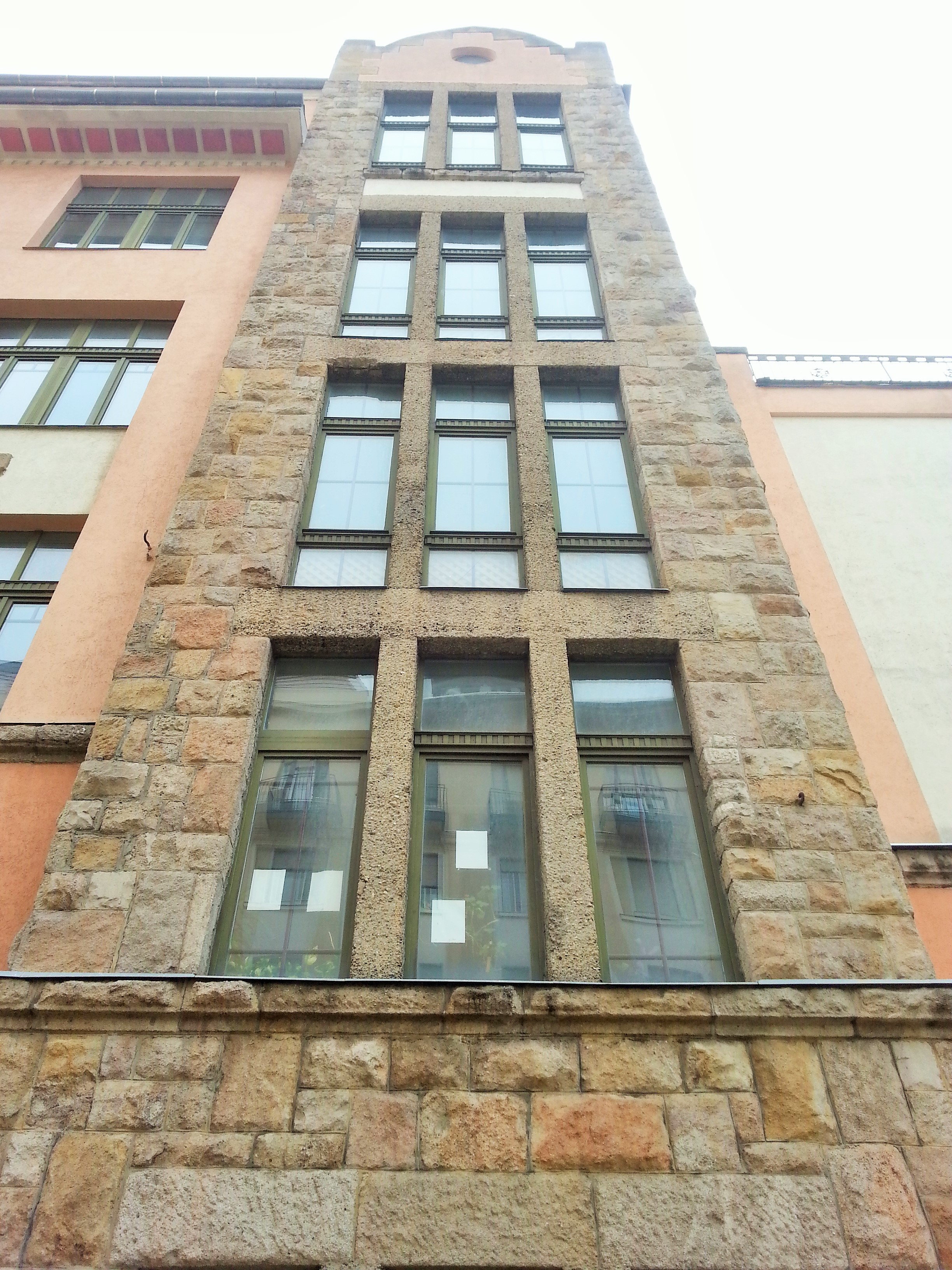
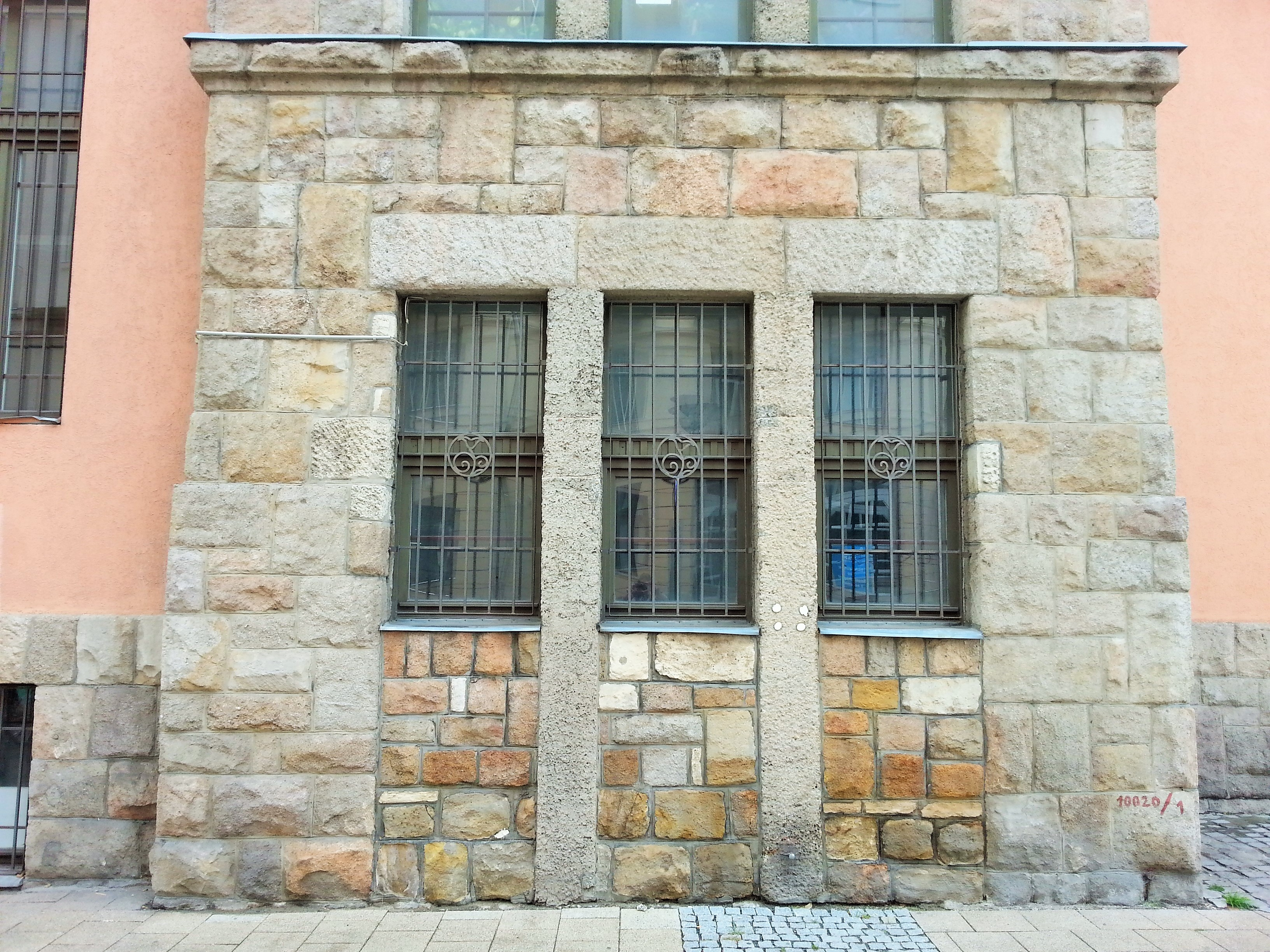
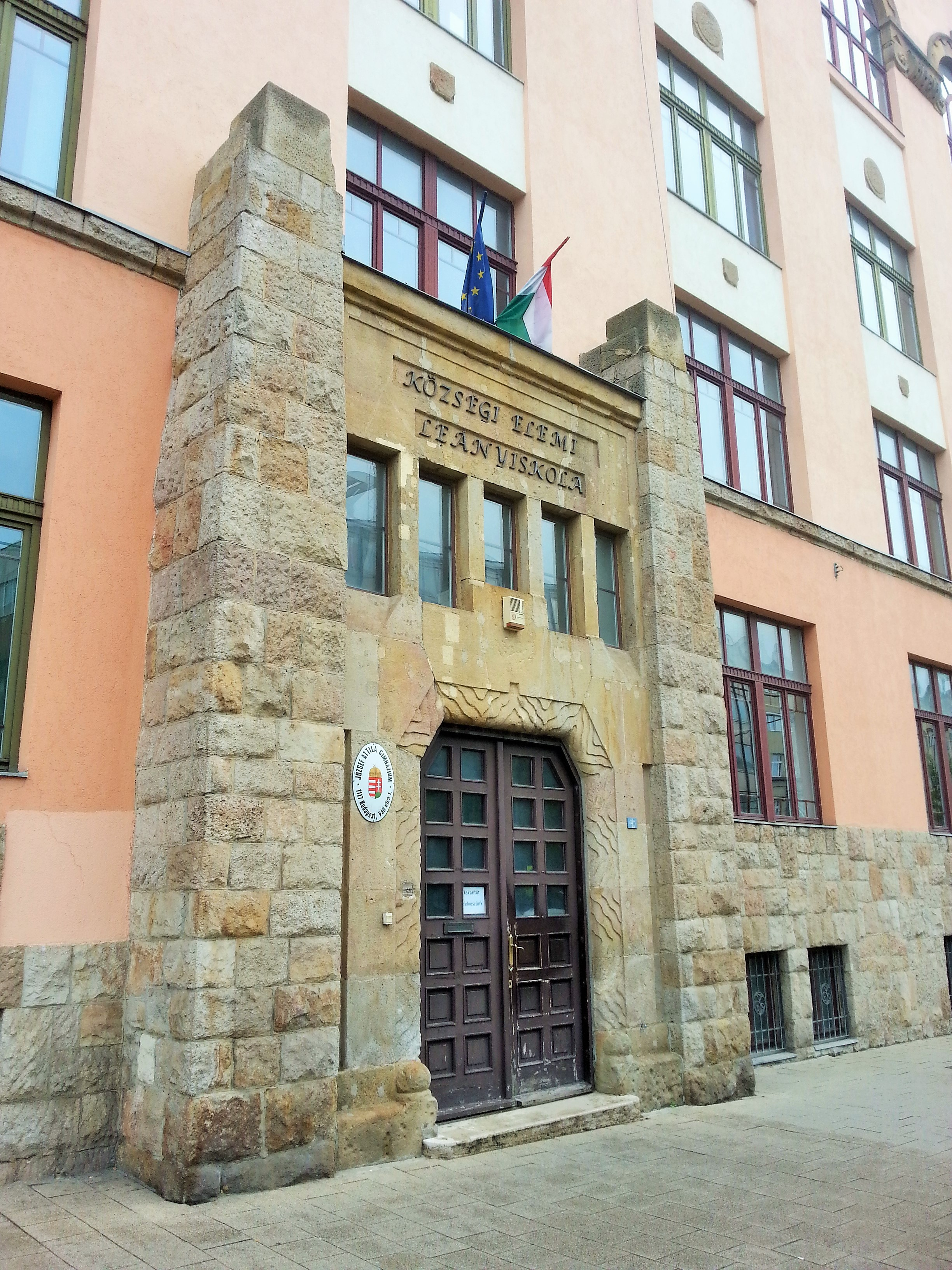
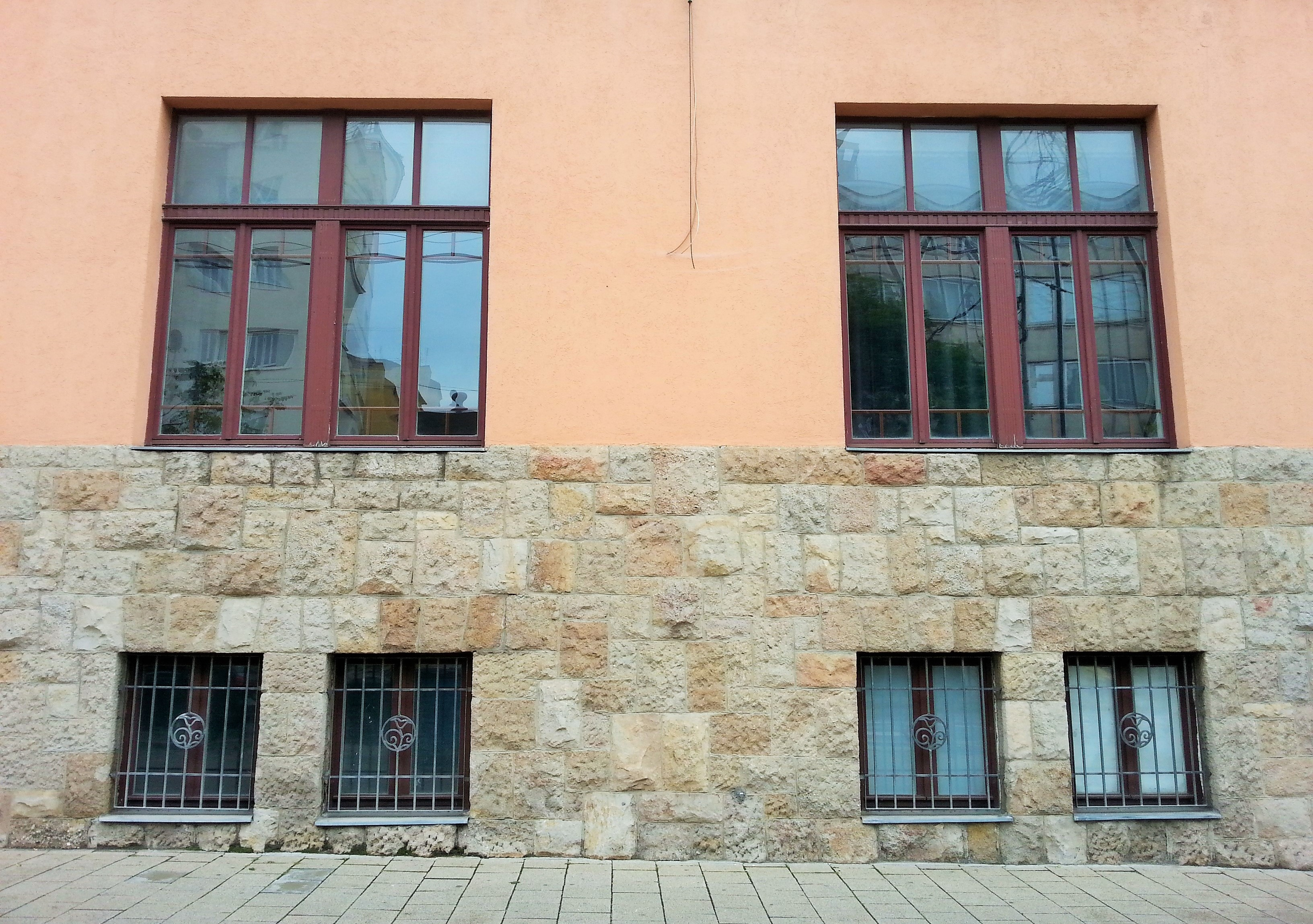
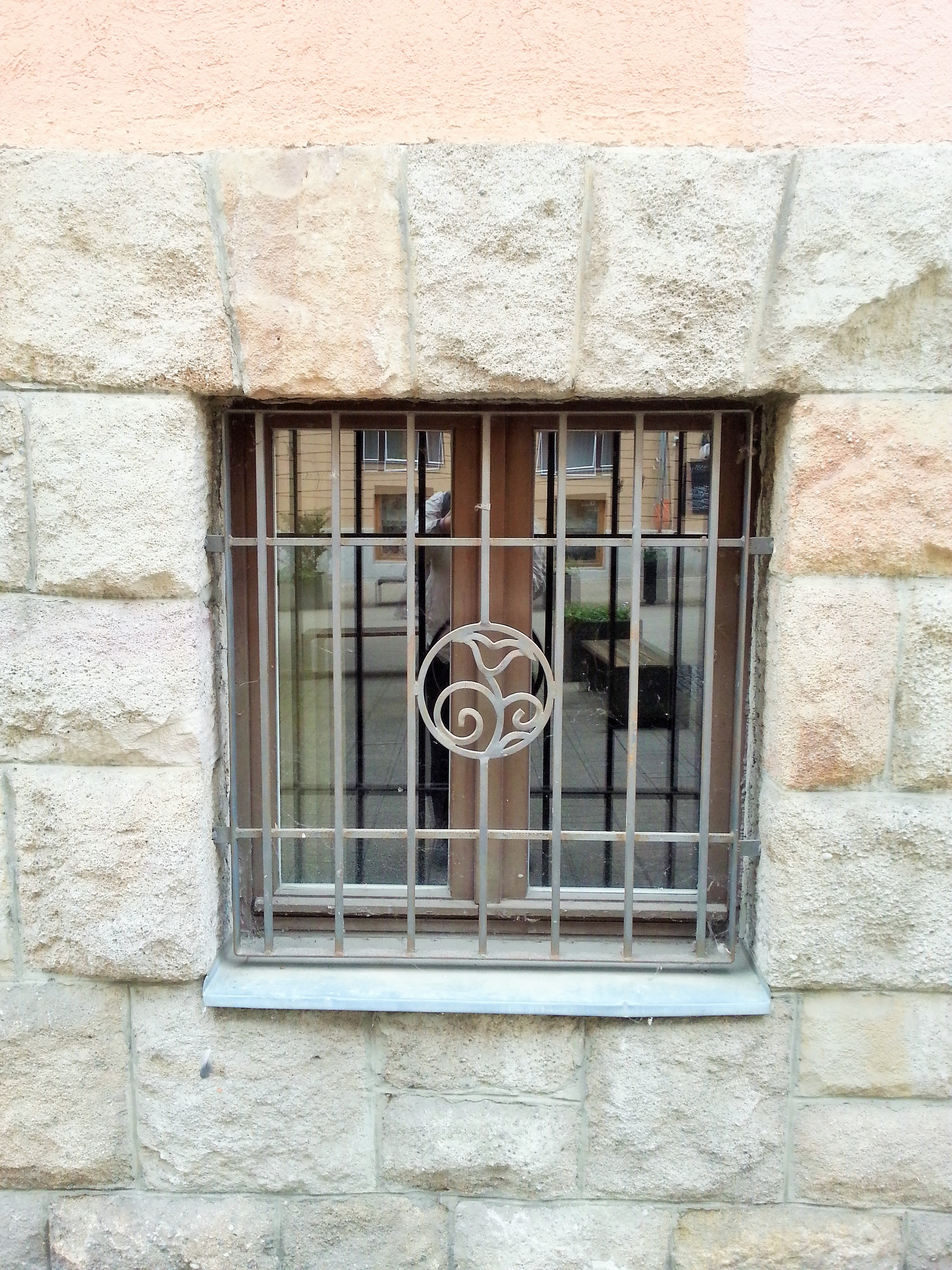
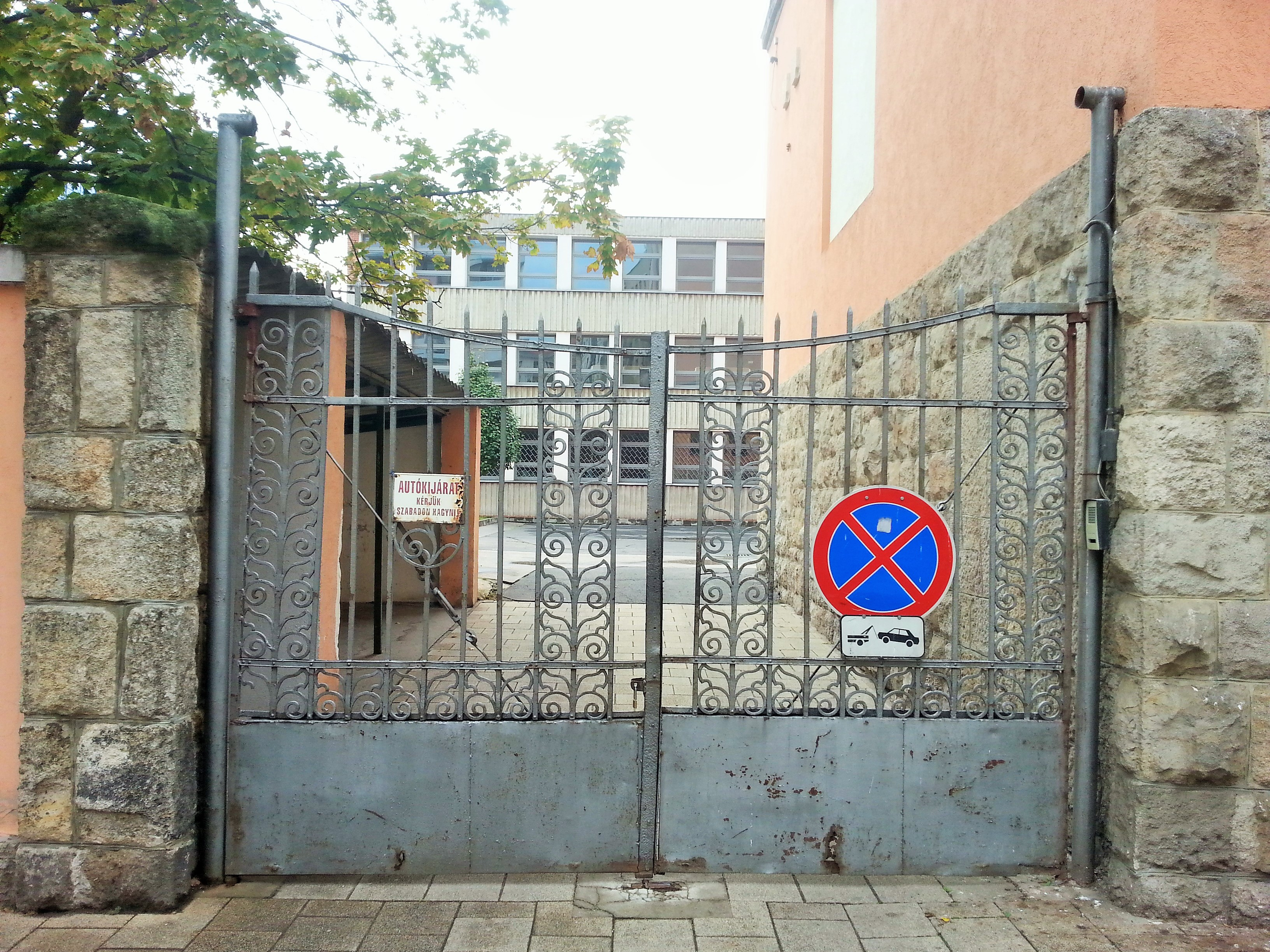
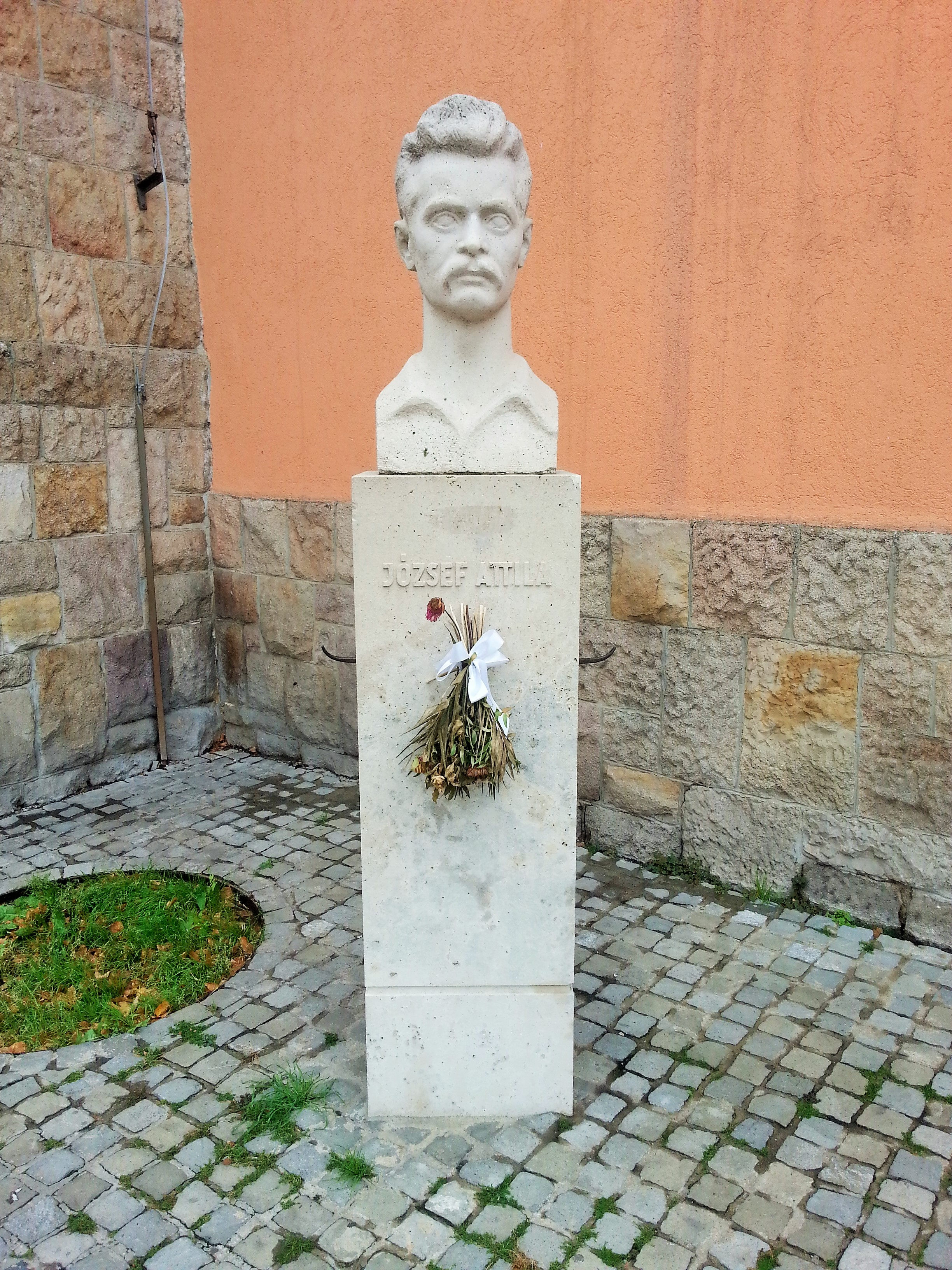

## Épülete
Az iskolának jelenleg helyet adó, 1910 novembere és 1911 novembere között Orbán Ferenc és Sándy Gyula tervei szerint épült épület a Fehérvári út és a Váli utca sarkán helyezkedik el, és korábban a Községi Elemi és Polgári Leányiskola működött benne. Ennek jogutódja a Váli utcai Általános Iskola volt, majd 1970 és 2008 között itt működött a Kolos Richárd Finommechanikai és Műszeripari Szakközépiskola is.

## Története
Maga a József Attila Gimnázium sokáig nem itt, hanem a mai Budai Ciszterci Szent Imre Gimnázium Villányi úti épületében, annak jogutódjaként működött, mivel az intézményt az 1950-es években a szocialista államvezetés államosította, és névadóját a keresztény egyházi körökben példaértékű életűnek tartott Szent Imre hercegről a szocializmussal jobban összeköthető József Attila költőre változtatta. A rendszerváltozás után a ciszterci rend visszaigényelte korábbi iskolaépületeit, a József Attila Gimnáziumot pedig 1997-ben az Egry József Általános Iskola épületébe költöztették. Ezt követően kimenő rendszerben bizonyos osztályok továbbra is a Szent Imre Gimnázium épületében tanultak.
Nem bizonyult megfelelőnek azonban az Egry József Általános Iskola épületébe költözés, mert a két intézmény nem olvadt össze, és nehézségek mutatkoztak az egymás mellett élés tekintetében is, elsősorban a helyhiány miatt. Ekkor döntött úgy a XI. kerület önkormányzata, hogy a rendszerváltás után 340 főre csökkent létszámú Váli utcai Általános Iskola épületébe költözteti a József Attila Gimnáziumot. Hosszas tervezgetések és egyeztetések után a Váli utcai Általános Iskola megszűnt és épületébe a József Attila Gimnázium költözött.
A József Attila Gimnáziumról azonban leválasztották az általános iskolai részt és ezt összevonva a Váli utcai Általános Iskolával, az Egry József Általános Iskola épületében működtették tovább Lágymányosi Általános Iskola néven, amely 2000-ben 720 tanulóval indult.

## Igazgatói
- 1949 – 1953: Lukács Sándor
- 1953 – 1961: Fiala Albert
- 1961 – 1972: dr. Divinyi Mihály
- 1972 – 1976: dr. Hegedűs Ferenc
- 1976 – 1992: dr. Palotás János
- 1992 – 1997: dr. Párdányi Miklós
- 1997 – 2012: Törőcsik Zita
- 2012 – Juhász András

## Története áttekinthetőbben ábrázolva
|  |  |  |  | | | | | Megnyílik a Ciszterci Rend budapesti I. kerületi Szent Imre Főgimnáziuma a Fehérvári úti Községi Elemi és Polgári Leányiskola III. emeletén (1912)  | Megnyílik a Ciszterci Rend budapesti I. kerületi Szent Imre Főgimnáziuma a Fehérvári úti Községi Elemi és Polgári Leányiskola III. emeletén (1912)  | Megnyílik a Ciszterci Rend budapesti I. kerületi Szent Imre Főgimnáziuma a Fehérvári úti Községi Elemi és Polgári Leányiskola III. emeletén (1912) | Megnyílik a Ciszterci Rend budapesti I. kerületi Szent Imre Főgimnáziuma a Fehérvári úti Községi Elemi és Polgári Leányiskola III. emeletén (1912) | Megnyílik a Ciszterci Rend budapesti I. kerületi Szent Imre Főgimnáziuma a Fehérvári úti Községi Elemi és Polgári Leányiskola III. emeletén (1912) | Megnyílik a Ciszterci Rend budapesti I. kerületi Szent Imre Főgimnáziuma a Fehérvári úti Községi Elemi és Polgári Leányiskola III. emeletén (1912) |                                                                                     |                                                                                     |                                                                                     |                                                                                     |  |  | Megnyílik a Fehérvári úti Községi Elemi és Polgári Leányiskola, későbbi nevén Váli utcai Általános Iskola (1912)                                 | Megnyílik a Fehérvári úti Községi Elemi és Polgári Leányiskola, későbbi nevén Váli utcai Általános Iskola (1912)                                 | Megnyílik a Fehérvári úti Községi Elemi és Polgári Leányiskola, későbbi nevén Váli utcai Általános Iskola (1912)                                 | Megnyílik a Fehérvári úti Községi Elemi és Polgári Leányiskola, későbbi nevén Váli utcai Általános Iskola (1912)                                 | Megnyílik a Fehérvári úti Községi Elemi és Polgári Leányiskola, későbbi nevén Váli utcai Általános Iskola (1912)                                 | Megnyílik a Fehérvári úti Községi Elemi és Polgári Leányiskola, későbbi nevén Váli utcai Általános Iskola (1912)                                 |  |  |  |  |  |  |  |  |  |  |  |  |  |  |  |  |
|  |  |  |  | | | | | Megnyílik a Ciszterci Rend budapesti I. kerületi Szent Imre Főgimnáziuma a Fehérvári úti Községi Elemi és Polgári Leányiskola III. emeletén (1912)  | Megnyílik a Ciszterci Rend budapesti I. kerületi Szent Imre Főgimnáziuma a Fehérvári úti Községi Elemi és Polgári Leányiskola III. emeletén (1912)  | Megnyílik a Ciszterci Rend budapesti I. kerületi Szent Imre Főgimnáziuma a Fehérvári úti Községi Elemi és Polgári Leányiskola III. emeletén (1912) | Megnyílik a Ciszterci Rend budapesti I. kerületi Szent Imre Főgimnáziuma a Fehérvári úti Községi Elemi és Polgári Leányiskola III. emeletén (1912) | Megnyílik a Ciszterci Rend budapesti I. kerületi Szent Imre Főgimnáziuma a Fehérvári úti Községi Elemi és Polgári Leányiskola III. emeletén (1912) | Megnyílik a Ciszterci Rend budapesti I. kerületi Szent Imre Főgimnáziuma a Fehérvári úti Községi Elemi és Polgári Leányiskola III. emeletén (1912) |                                                                                     |                                                                                     |                                                                                     |                                                                                     |  |  | Megnyílik a Fehérvári úti Községi Elemi és Polgári Leányiskola, későbbi nevén Váli utcai Általános Iskola (1912)                                 | Megnyílik a Fehérvári úti Községi Elemi és Polgári Leányiskola, későbbi nevén Váli utcai Általános Iskola (1912)                                 | Megnyílik a Fehérvári úti Községi Elemi és Polgári Leányiskola, későbbi nevén Váli utcai Általános Iskola (1912)                                 | Megnyílik a Fehérvári úti Községi Elemi és Polgári Leányiskola, későbbi nevén Váli utcai Általános Iskola (1912)                                 | Megnyílik a Fehérvári úti Községi Elemi és Polgári Leányiskola, későbbi nevén Váli utcai Általános Iskola (1912)                                 | Megnyílik a Fehérvári úti Községi Elemi és Polgári Leányiskola, későbbi nevén Váli utcai Általános Iskola (1912)                                 |  |  |  |  |  |  |  |  |  |  |  |  |  |  |  |  |
|  |  |  |  | | | | | A Ciszterci Rend budapesti I. kerületi Szent Imre Főgimnáziuma a Villányi úti új épületbe költözik (1929)                                           | | | | | |                                                                                     |                                                                                     |                                                                                     |                                                                                     |  |  | | | | | | |  |  |  |  |  |  |  |  |  |  |  |  |  |  |  |  |
|  |  |  |  | | | | | | | | | | |                                                                                     |                                                                                     |                                                                                     |                                                                                     |  |  | | | | | | |  |  |  |  |  |  |  |  |  |  |  |  |  |  |  |  |
|  |  |  |  | | | | | A József Attila Gimnázium a Ciszterci Rend budapesti I. kerületi Szent Imre Főgimnáziuma épületében megnyílik annak jogutódjaként (1950)            | | | | | |                                                                                     |                                                                                     |                                                                                     |                                                                                     |  |  | | | | | | |  |  |  |  |  |  |  |  |  |  |  |  |  |  |  |  |
|  |  |  |  | | | | | | | | | | |                                                                                     |                                                                                     |                                                                                     |                                                                                     |  |  | | | | | | |  |  |  |  |  |  |  |  |  |  |  |  |  |  |  |  |
|  |  |  |  | | | | | | | | | | |                                                                                     |                                                                                     |                                                                                     |                                                                                     |  |  | | | | | | |  |  |  |  |  |  |  |  |  |  |  |  |  |  |  |  |
|  |  |  |  | A Ciszterci Rend budapesti I. kerületi Szent Imre Főgimnáziuma Budai Ciszterci Szent Imre Gimnázium néven eredeti épületében külön újraindul (1997) | A Ciszterci Rend budapesti I. kerületi Szent Imre Főgimnáziuma Budai Ciszterci Szent Imre Gimnázium néven eredeti épületében külön újraindul (1997) | A Ciszterci Rend budapesti I. kerületi Szent Imre Főgimnáziuma Budai Ciszterci Szent Imre Gimnázium néven eredeti épületében külön újraindul (1997) | A Ciszterci Rend budapesti I. kerületi Szent Imre Főgimnáziuma Budai Ciszterci Szent Imre Gimnázium néven eredeti épületében külön újraindul (1997) | A Ciszterci Rend budapesti I. kerületi Szent Imre Főgimnáziuma Budai Ciszterci Szent Imre Gimnázium néven eredeti épületében külön újraindul (1997) | A Ciszterci Rend budapesti I. kerületi Szent Imre Főgimnáziuma Budai Ciszterci Szent Imre Gimnázium néven eredeti épületében külön újraindul (1997) | | | A József Attila Gimnázium az Egry József Általános Iskola épületébe költözik (1997)                                                                | A József Attila Gimnázium az Egry József Általános Iskola épületébe költözik (1997)                                                                | A József Attila Gimnázium az Egry József Általános Iskola épületébe költözik (1997) | A József Attila Gimnázium az Egry József Általános Iskola épületébe költözik (1997) | A József Attila Gimnázium az Egry József Általános Iskola épületébe költözik (1997) | A József Attila Gimnázium az Egry József Általános Iskola épületébe költözik (1997) |  |  | | | | | | |  |  |  |  |  |  |  |  |  |  |  |  |  |  |  |  |
|  |  |  |  | A Ciszterci Rend budapesti I. kerületi Szent Imre Főgimnáziuma Budai Ciszterci Szent Imre Gimnázium néven eredeti épületében külön újraindul (1997) | A Ciszterci Rend budapesti I. kerületi Szent Imre Főgimnáziuma Budai Ciszterci Szent Imre Gimnázium néven eredeti épületében külön újraindul (1997) | A Ciszterci Rend budapesti I. kerületi Szent Imre Főgimnáziuma Budai Ciszterci Szent Imre Gimnázium néven eredeti épületében külön újraindul (1997) | A Ciszterci Rend budapesti I. kerületi Szent Imre Főgimnáziuma Budai Ciszterci Szent Imre Gimnázium néven eredeti épületében külön újraindul (1997) | A Ciszterci Rend budapesti I. kerületi Szent Imre Főgimnáziuma Budai Ciszterci Szent Imre Gimnázium néven eredeti épületében külön újraindul (1997) | A Ciszterci Rend budapesti I. kerületi Szent Imre Főgimnáziuma Budai Ciszterci Szent Imre Gimnázium néven eredeti épületében külön újraindul (1997) | | | A József Attila Gimnázium az Egry József Általános Iskola épületébe költözik (1997)                                                                | A József Attila Gimnázium az Egry József Általános Iskola épületébe költözik (1997)                                                                | A József Attila Gimnázium az Egry József Általános Iskola épületébe költözik (1997) | A József Attila Gimnázium az Egry József Általános Iskola épületébe költözik (1997) | A József Attila Gimnázium az Egry József Általános Iskola épületébe költözik (1997) | A József Attila Gimnázium az Egry József Általános Iskola épületébe költözik (1997) |  |  | | | | | | |  |  |  |  |  |  |  |  |  |  |  |  |  |  |  |  |
|  |  |  |  | | | | | | | | | | |                                                                                     |                                                                                     |                                                                                     |                                                                                     |  |  | | | | | | |  |  |  |  |  |  |  |  |  |  |  |  |  |  |  |  |
|  |  |  |  | | | | | | | | | A József Attila Gimnázium a Váli utcai Általános Iskola épületébe költözik (2000)                                                                  | A József Attila Gimnázium a Váli utcai Általános Iskola épületébe költözik (2000)                                                                  | A József Attila Gimnázium a Váli utcai Általános Iskola épületébe költözik (2000)   | A József Attila Gimnázium a Váli utcai Általános Iskola épületébe költözik (2000)   | A József Attila Gimnázium a Váli utcai Általános Iskola épületébe költözik (2000)   | A József Attila Gimnázium a Váli utcai Általános Iskola épületébe költözik (2000)   |  |  | A József Attila Gimnázium általános iskolai része és a Váli utcai Általános Iskola összeolvad, és létrejön a Lágymányosi Általános Iskola (2000) | A József Attila Gimnázium általános iskolai része és a Váli utcai Általános Iskola összeolvad, és létrejön a Lágymányosi Általános Iskola (2000) | A József Attila Gimnázium általános iskolai része és a Váli utcai Általános Iskola összeolvad, és létrejön a Lágymányosi Általános Iskola (2000) | A József Attila Gimnázium általános iskolai része és a Váli utcai Általános Iskola összeolvad, és létrejön a Lágymányosi Általános Iskola (2000) | A József Attila Gimnázium általános iskolai része és a Váli utcai Általános Iskola összeolvad, és létrejön a Lágymányosi Általános Iskola (2000) | A József Attila Gimnázium általános iskolai része és a Váli utcai Általános Iskola összeolvad, és létrejön a Lágymányosi Általános Iskola (2000) |  |  |  |  |  |  |  |  |  |  |  |  |  |  |  |  |

## Rangsor
|     | 2020 | 2021 | 2022 | 2023 |
| --- | ---- | ---- | ---- | ---- |
| HVG |      |      | 95   |      |

## Videófelvételek
- Váli utcai iskola – Youtube.com, Közzététel: 2014. jún. 20.
- Újbudai mozaik: 70 éves a József Attila gimnázium (2018.09.24.) – Youtube.com, Közzététel: 2018. szept. 27.